# Virupa
Virūpa ou Viroupa (sanskrit, autres formes : Birupa, Birwapa ; tibétain : bir wa pa, nal jor wang chug, « mauvais » ou « déformé») est un yogi et un mahassidha indien du IXe siècle. Il compte parmi ses disciples Drokmi Sakya Yéshé, maître de Khön Köntchok Gyalpo, fondateur de la lignée Sakyapa du bouddhisme tibétain, au sein de laquelle il est aussi connu sous le nom de Dharmapala. Il serait le créateur de la pratique Lamdre spécifique à la lignée, ainsi que l’auteur des Vers adamantins. Comme tous les mahassidhas, il apparaît parfois comme un excentrique adoptant une conduite réprouvée (dans son cas, la gloutonnerie), d’où son surnom de « Mauvais ».

## Biographie - légende
Sa biographie, basée sur le corpus Lamdre, Taranatha et des sources chinoises comme Xuanzang, est en grande partie légendaire. Il est présenté comme le fils du roi Suvarnacakra de Vesasa en Inde orientale. Il aurait commencé son éducation religieuse au monastère de Somapura dans le Nord du Bengale où Vinitadeva et
Jayakirti l'ordonnèrent novice. Il partit ensuite pour Nalanda où il fut ordonné moine par Dharmamitra qui lui transmit le tantra de Chakrasamvara. Il le pratiqua secrètement et sans relâche même après être devenu abbé de Nalanda. À l’âge de 70 ans, il eut une série de rêves qu’il interpréta comme le signe qu’il n'aboutirait jamais dans la voie du vajrayana ; il jeta donc son mala dans les latrines. Le soir suivant, la dakini Nairatmya - associée à Hevajra - lui apparut et lui annonça qu’il était près de devenir un siddhi ; elle lui demanda de récupérer son mala, de le laver dans de l’eau parfumée et de continuer sa pratique. Effectivement, aidé par les quatre initiations que lui conféra Nairatmya, il franchit jour après jour les six étapes (bhumi) jusqu’au stade de mahabodhisattva.
Il quitta alors Nalanda et visita Varanasi, Bhimesara et le sud du Gange, prenant en chemin deux disciples, Dombi Heruka le marinier et Krishnacharin, et faisant la démonstration de ses pouvoirs extraordinaires pour convertir les hindous au bouddhisme. Il sépara ainsi deux fois les eaux du Gange et arrêta la course du Soleil trois jours durant. À Sowanatha, il fit construire un temple où les sacrifices animaux étaient interdits et établit une communauté de moines. Lorsqu’il mourut, son corps se transforma en statue de pierre – ou fut absorbé dans la pierre, selon les versions - retenant d’une main le soleil en souvenir de son exploit et tenant de l’autre un récipient contenant de l’or liquide qui a le pouvoir de transmuter tout métal en or. Il est parfois représenté ainsi en statuette, avec un torse replet qui évoque son appétit.
Virupa est présenté comme avide de nourriture et de boisson, conduite qui lui aurait valu son surnom de « mauvais ». Une version de sa légende prétend qu’il l’obtint lorsqu’il fut chassé de son premier monastère de Somapura pour en avoir mangé les pigeons sacrés. Une autre prétend qu’après avoir atteint l’état de mahabodhisattva à Nalanda, il organisa un festin ganachakra (comprenant viande et alcool) en l’honneur de ses yidams, qui fut critiqué par les moines. Il se déclara alors lui-même « mauvais » et quitta le monastère. Dans le même esprit, ce serait pour manifester son pouvoir à la déesse du Gange qui avait refusé de le nourrir qu’il aurait partagé les eaux du fleuve, et pour pouvoir manger et boire sans limite ans une auberge de Kanasata qu’il aurait arrêté la course du Soleil. 